# بدرو آروبيه

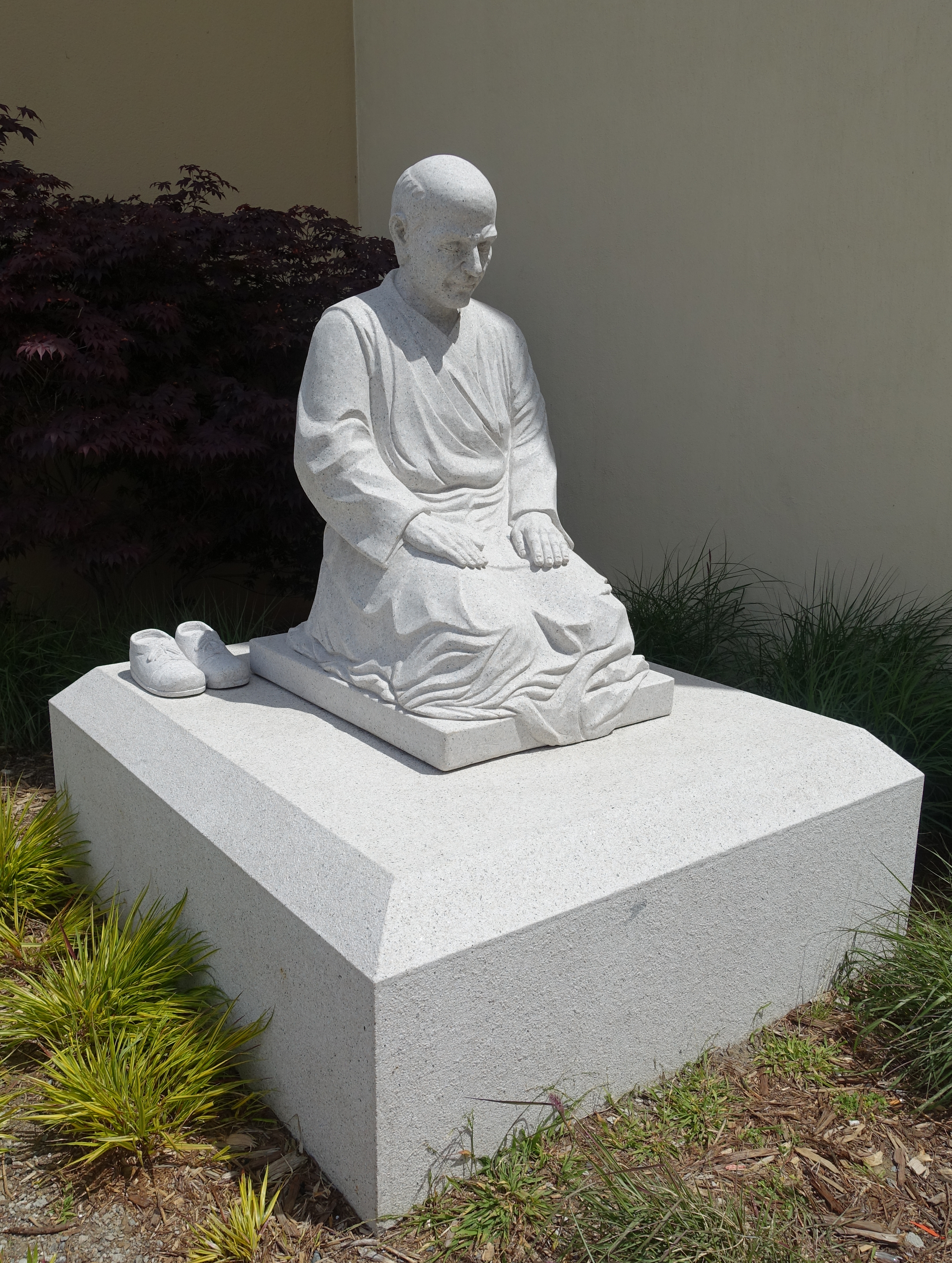

بيدرو اَروبيه إسباني الجنسية ولد في 14 تشرين الثاني (نوفمبر) 1907 في مدينة بلباو وتوفي في شباط (فبراير) 1991 في مدينة روما درس في جامعة كمبلوتنسي بمدريد

## معرض صور

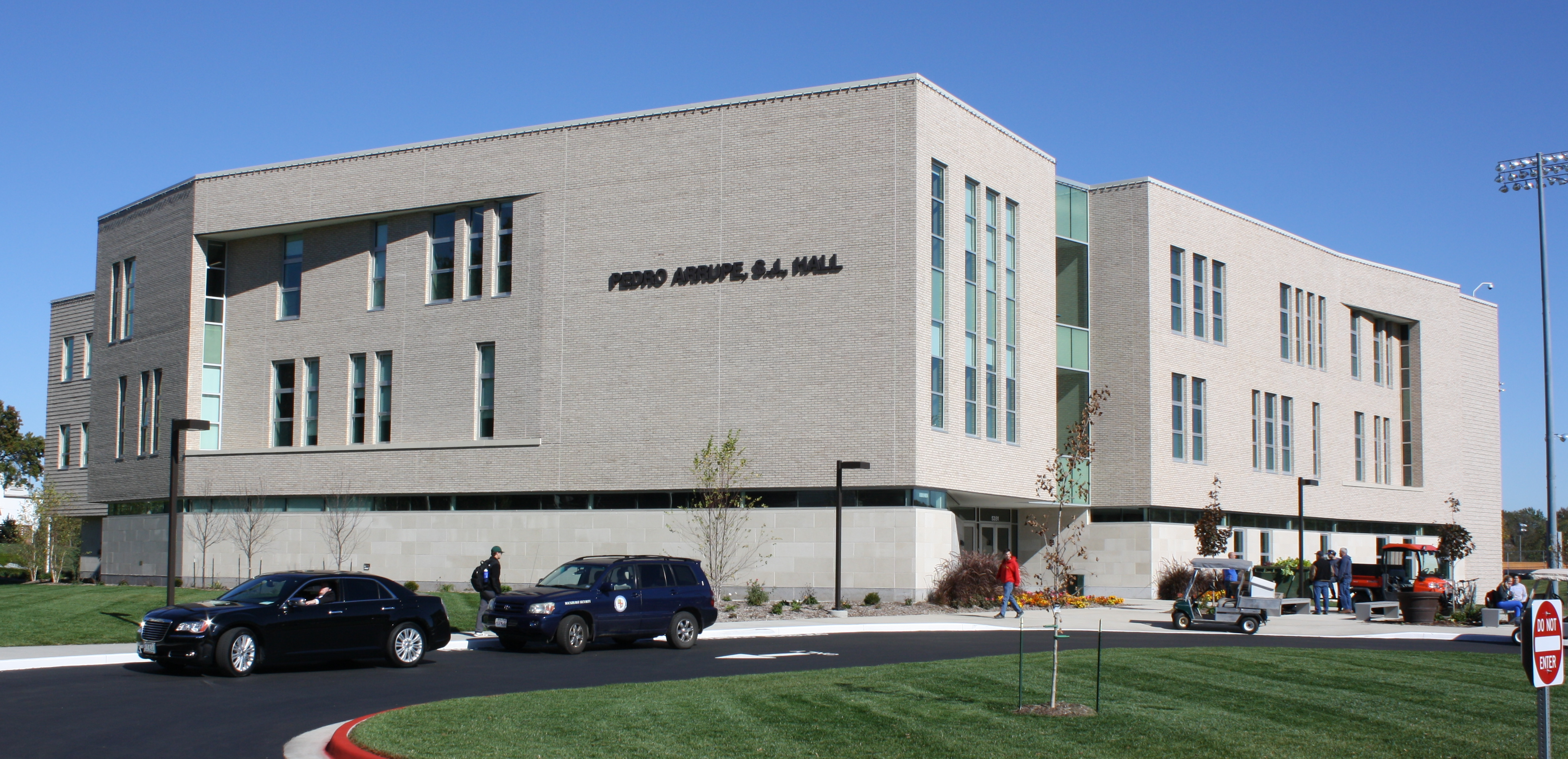
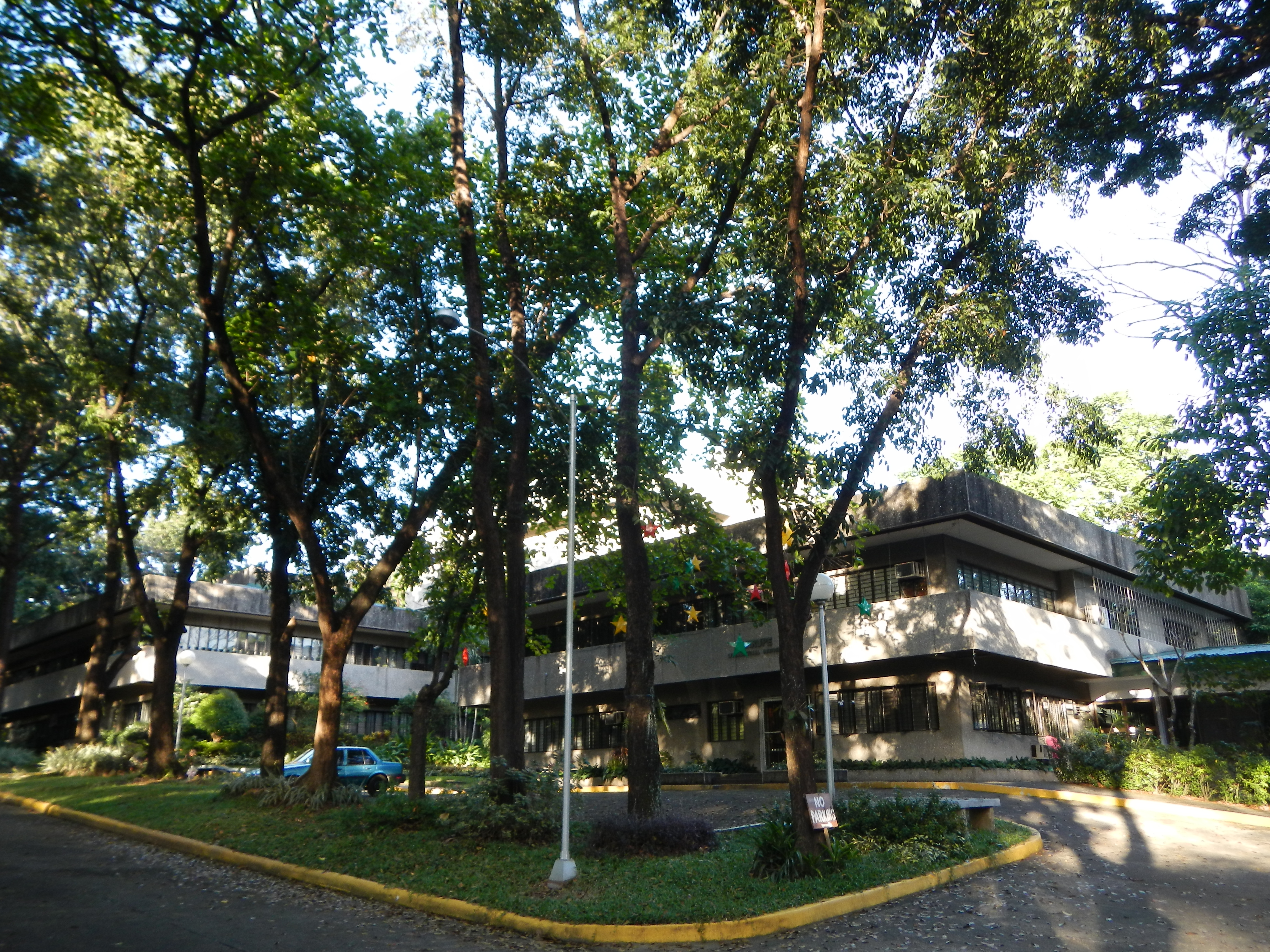
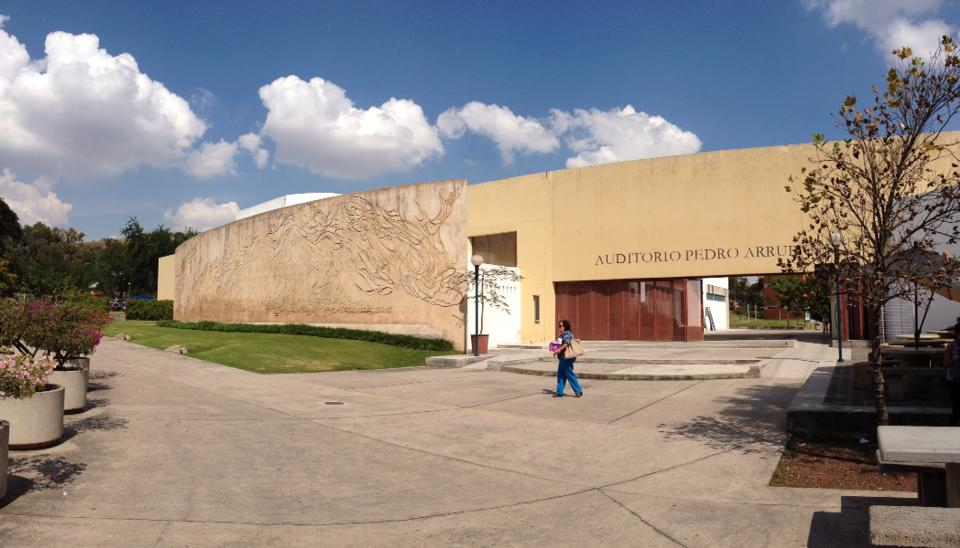
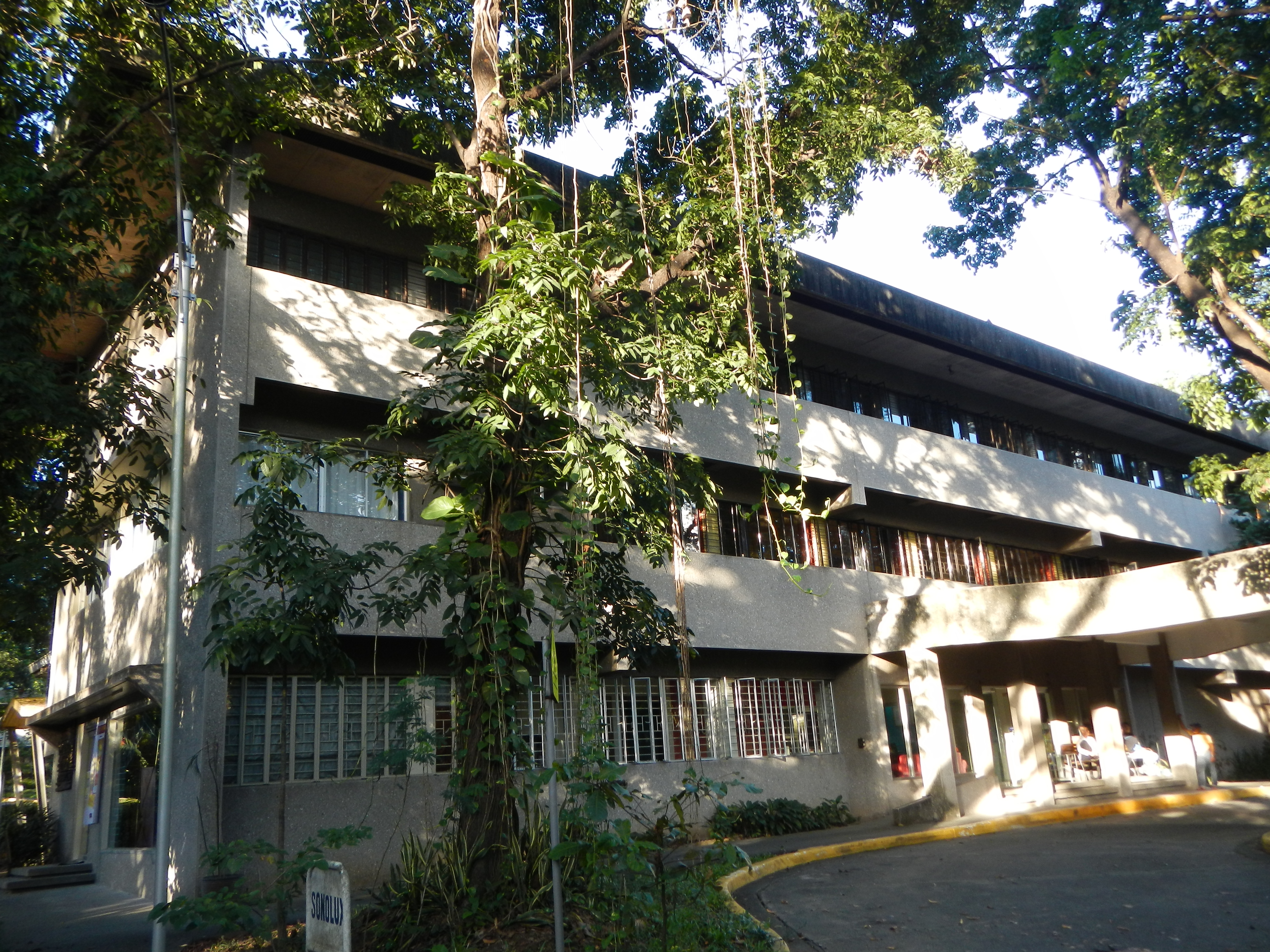

## روابط خارجية
- بدرو آروبيه على موقع الموسوعة البريطانية (الإنجليزية)
- بدرو آروبيه على موقع مونزينجر (الألمانية)